# ノストラダムスの大予言 (映画)
『ノストラダムスの大予言』（ノストラダムスのだいよげん）は、1974年（昭和49年）8月3日に公開された特撮映画。副題は『Catastrophe 1999』、ポスターなどのビジュアルには付されているが、完成した実際の映画プリントに副題はない。製作は東宝映像と東宝映画、配給は東宝。カラー、シネマスコープ（パナビジョン）。『ルパン三世 念力珍作戦』と同時上映された。1974年の邦画部門の興行収入第2位。文部省（現：文部科学省）の推薦映画でもあった。

## 解説
前年の『日本沈没』の大ヒットを受けて東宝が製作したスペクタクル大作路線のパニック映画の第2弾。1973年11月に発売されて大ベストセラーとなっていた五島勉のメタノンフィクション著書『ノストラダムスの大予言』を原作としているが、フィクション脚本による娯楽性の高い作品となっている。映画のプロットを練る際の科学考証の過程において、アドバイザーの1人であった農林省食品総合室長（当時）の西丸震哉の影響を色濃く受けた。西丸は五島との対談形式の著書『実説大予言』（祥伝社）を映画の公開直前に出版しているが、ここに表れた西丸の極度に悲観的な環境観や食糧観は、映画の基本的なモチーフと一致している。
ノストラダムスの予言書『諸世紀』を引き合いに出しつつ、特撮で科学的データに基づいた最も悲観的な未来を表現しており、社会に環境問題を問う内容で映像を完成させた。
製作者側の「環境問題（環境破壊）への真剣な警告という側面を強く打ち出す」というメインテーマも、その描写の方法などからSF映画としての評価は芳しいものとはいえず、配給収入は、『日本沈没』の半分程度であった。

## あらすじ
環境学者である西山良玄は、企業や企業の肩を持つ警察の圧力に屈することなく公害の実態調査をする一方、代々西山家に伝わる『諸世紀』の研究を同時にしていた。西山家の『諸世紀』は、良玄の先祖である幕末期の蘭学者玄学、第二次世界大戦末期の哲学者玄哲を非業の死に追い遣る原因となった不吉の書であったが、良玄もまた先祖たちと同様に国を憂える良心から、彼らと似たような生き様を歩んでいたのである。
そんなある日、娘・まり子の恋人の中川が帰国。まり子と中川の前で、父の西山良玄は「今の時代、先がどうなるかわからない。結婚しても子供は作るな」と残酷な忠告をした。数日後、夢の島で何らかの有害物が原因で巨大化したナメクジが大発生し、火炎放射器で退治される。日本各地では奇形児が増加する一方で、亜鉛鉱山周辺では特定の能力が異常に発達した子供が現れる。中川の実家がある漁村が赤潮で全滅した夜、中川とまり子は互いに惹かれ、ついに小舟の上で結ばれる。
良玄は、人類の行き過ぎた開発が人類を滅亡させるとして、必要以上の生産を止めるよう提言するが、人々の興味は生活の向上や生産の増加に向いており、逆に「ヒューマニズムの崩壊」と批判される始末。国際会議も、発展途上国の人口増加が環境破壊に拍車をかけていると主張する先進国と、先進国の資源浪費が環境破壊の原因だと反論する発展途上国が対立して紛糾する。そんな中、太平洋上の海面が凍りつき、エジプトで雪が降るなどの異常気象が発生。さらに、成層圏に滞留した放射能がニューギニアに降り注いだとの知らせが届き、国際合同調査隊が派遣されることになった。良玄の研究所からも2人の部下が派遣される。しかし合同調査隊は行方不明になり、良玄や中川らによる第2次合同調査隊が派遣された。そこで彼らが目の当たりにしたのは、放射能によって巨大化した動植物や、食人鬼となり襲いかかる原住民、そして洞窟の奥で生きる屍と化した第1次調査隊隊員の姿であった。彼らに拳銃を向ける外国人隊員を制止する中川だが、「こうするほかに何ができますか?」と反論された良玄は、自ら自分の部下を射殺するしかなかった。
そのころ、SST事故によるオゾン層の破壊で日本列島に超紫外線が降り注ぎ、山火事やコンビナートの炎上が続発。さらに、異常気象は世界各地に拡大し、各国の穀倉地帯は軒並み全滅。暴騰する食料価格や大災害で人心は荒廃し、食料目当ての暴動や若者の退廃が進行。ついにそれによる二次災害までが発生し、東京の空はオゾン層の歪みで巨大な鏡と化した。大災害が頻発する中、良玄の妻・伸枝は病に倒れ、良玄の腕に抱かれながら息を引き取る。
たび重なる天変地異に、良玄は国会で様々な人類滅亡のパターンを警告し地球の危機を力説、破滅への展望を展開していく。その凄惨な内容に衝撃を受けた内閣総理大臣は、政治家として大きな決断を迫られた。

## 登場キャラクター
大ナメクジ
夢の島に異常発生した巨大なナメクジ。食物に含まれる防腐剤AF2や有害な化学物質などの影響によるとされる。自衛隊の火炎放射器により一掃された。
- デザインは井口昭彦。造形物は、当初村瀬継蔵が製作したものが用いられたが、火炎放射で想定以上に燃焼してしまい、安丸信行によりホットメルトで作り直された。内部には歩行用メカを内蔵している。

大コウモリ
ニューギニア奥地に棲息するコウモリが放射能を含んだ雨の影響により突然変異したもの。凶暴な性格で、調査団一行が生息地に足を踏み入れたことで、襲い掛かってきた。
- 造形物は、操演モデルが用いられた。

軟体人間
良玄が想像する核戦争後の世界で生き延びているミュータント。
- デザインは井口昭彦、造型は安丸信行が担当した。頭部はソフトラバー、胴体は女性向けの肌色タイツを用いている。井口は安丸の造型を高く評価している。

## キャスト
- 西山良玄、西山玄哲、西山玄学[出典 16]：丹波哲郎
- 西山まり子[出典 17]：由美かおる
- 中川明[出典 18]：黒沢年男
- 予言の声[出典 19][注釈 9]：岸田今日子
- 植物学者[出典 20]：平田昭彦
- 動物学者[出典 20]：小泉博
- 田山[出典 21]：谷村昌彦
- 環境庁長官[出典 22]：鈴木瑞穂
- 官房長官[出典 23]：内藤武敏
- 吉浜[出典 24]：佐々木勝彦
- 大根[出典 24]：竜崎勝
- 木田[出典 25]：浜村純
- 自衛隊隊長[出典 26]：下川辰平
- 学者[出典 24]：加藤和夫、渥美国泰、北沢彪
- 柏尾憲兵少佐[出典 24]：青木義郎
- 浜子[出典 24]：稲野和子
- 四国のバスガイド[出典 24]：加藤小代子
- 木田の妻[出典 24]：音羽久米子
- 質問する主婦[41]：矢吹寿子
- 勝子[出典 24]：中村たつ
- おりん[出典 24]：谷口香
- 井原[出典 24]：武藤章生
- 隠密1[出典 24]：久野四郎
- 組合長三治[47][23][注釈 10]：平田未喜三
- 閣僚A[41]：弘松三郎
- 学者D[出典 24]：雪岡恵介
- 質問する男[41]：久遠利三
- 質問する学生[41]：亀谷雅彦
- 隠密3[出典 24]：小笠原剛
- 若い漁夫[5][注釈 11]：大杉雄二
- 警官[出典 24]：鈴木治夫、青木敏夫
- 群衆のリーダー[41]：苅谷俊介
- 小坂正男
- 暴徒[41]：富士乃幸夫
- 焼け出される男[5][注釈 12]：加藤茂雄
- 木田の娘の夫[47][23]（娘婿[5]）：鳥居功靖
- 中山剣吾
- 宇仁貫三
- 母親[5]：東静子
- 林光子
- 焼け出される女[5][注釈 12]：記平佳枝
- 木田の娘[出典 27]：麻里とも恵
- 若い漁夫の妻[5][注釈 13]：吉田真野子
- 劇団ひまわり
- 劇団日本児童
- 太田一雄（テレビニュースキャスター）[41][54]：納谷悟郎
- 司会者[41][55]、カーラジオの声[55]：市川治
- ラジオの声[41][56]：作間功
- A国代表の声[41]（A国代表の同時通訳の声[57]）、海外ニュースの声[57]：村越伊知郎
- 黒人代表の声[41]：梶哲也
- 黒人代表[出典 24]：ウイリー・ドーシー
- ニューギニア調査隊員[出典 24]：ロルフ・ジェッター、フランツ・グルーバー
- A国代表[出典 24]：ジョージ・F・フリム
- ニューギニア調査隊員[出典 28]：トニー・セテラ
- ニューギニア調査隊員[出典 24]：ライナー・ゲッシュマン
- ニューギニア調査隊員[41]：カール・マクムラン、オスマン・ユセフ
- カースタント[41]：三石千尋（マイクスタントマンチーム）
- ナレーター[出典 29]：中江真司
- 病院院長[出典 20]：志村喬
- 西山伸枝[出典 30]：司葉子
- 総理大臣[出典 31]：山村聡

### ノンクレジット出演者
- 玄武：田遠実[47]
- 田山の子供：早津仁
- 隠密2：原田君事[41][47]
- 軟体人間：杉井勇、中野宣之[47]
- 開発大臣：瀬良庄太郎[5][47]
- 閣僚：伊東光一
- 環境庁会議室の役人：熊谷卓三、草間璋夫、吉田静司
- 環境庁職員：今井和雄
- 公害問題諮問委員：田中友幸
- 討論会の聴衆：榊田敬二
- 地下鉄の運転手：正森和郎
- 暗算する少年：田中和弘
- 足の速い少年：秋山篤志
- 跳躍の凄い少女：直井多美恵
- 死の航海に出る若者：岡田文亮
- ナメクジに集まる野次馬：夏木順平、安丸信行
- 受話器からの声：舛田利雄
- 第一次調査隊員：ピーター・ウィリアムス
- 研究所員：川口節子

## スタッフ
参照
- 製作：田中友幸、田中収
- 監督：舛田利雄
- 協力監督：坂野義光
- 原作：五島勉『ノストラダムスの大予言』（祥伝社　1973年）
- 構成・脚本：八住利雄
- 潤色：舛田利雄、坂野義光
- 音楽：冨田勲
- 特技監督：中野昭慶
- 撮影∶西垣六郎
- 美術∶村木与四郎
- 照明∶小島真二
- 録音∶増尾鼎
- 編集∶小川信夫
- スチール：石月美徳
- 助監督∶岡田文亮
- 製作担当者：村上久之
- 特別スタッフ
  - 異常気象：根本順吉
  - 食生態学：西丸震哉
  - 超科学現象：斉藤守弘
  - 植物社会学：宮脇昭
  - 作家：石川喬
  - 作家：半村良
- 特殊技術
  - 撮影：富岡素敬、山本武
  - 美術：井上泰幸
  - 照明：池田泰平
  - スチール：田中一清
  - 光学撮影：宮西武史
  - 合成：篠田啓助
  - 操演：松本光司
  - 特殊効果：渡辺忠昭
  - 光学撮影：宮西武史
  - 監督助手：川北紘一
  - 製作担当者：篠田啓助

## 制作
加藤茂雄と記平佳枝が演じる男女が太陽光により背中が炎上する場面では、B班を演出していた坂野義光が自らガスバーナーを用いようとし、危険なため撮影中止となった。加藤は「恐ろしかった」と述懐している。
音楽は冨田勲が担当し、シンセサイザーが特徴的に用いられている。

### 特撮
当時のパニック映画と同様に、派手な爆発シーンや地震のシーンが新たに撮影されている。特に赤潮のシーンでは、東宝特撮伝統の寒天で海を表現する技法が用いられており、核ミサイルの発射シーンでは石膏製のサイロ扉に重りを封入することで重量感を増すといったような工夫が随所になされている。特技監督の中野昭慶は、特撮シーンはドラマに絡まない現象面だけであったため、絵物語としての楽しさを意図したことを述べている。ただし、ICBMのシーンのみは現実的な恐怖として描いている。
超紫外線が降り注ぎ山林が一気に枯死していくシーンでは、杉の芽を植えた山のセットに希硫酸を降りかけることで表現されたが、スタッフの予想よりも茶色くなるのに時間がかかり、中野昭慶は「改めて自然の強靭さを知らされた」と語っている。
干上がる沼は、セットの下で火を焚いて実際に水を蒸発させている。熱帯の海が氷結するシーンでは、25トンの氷塊が用いられた。一方、本作品のクライマックスの核戦争や大地震のシーンは新撮もされているが、映像の一部は前年の『日本沈没』や『世界大戦争』からの流用である。
食肉植物と大コウモリは本編撮影で表現された。
監督助手を務めた川北紘一は、助監督時代に印象に残っている作品として、多重合成などに苦労した本作品を挙げている。
本作品で制作されたミサイルのミニチュアは、後に映画『ガンヘッド』（1989年）のミサイルに改造された。

### 撮影事故
1974年5月13日に「オゾン層破壊による超紫外線の影響で山火事が発生する」という特撮場面を世田谷区砧の東宝撮影所第7スタジオにて撮影中、ライトを照射しすぎて高温となったためにミニチュアセットが発火し、火災が発生した。
川北紘一によると、森林火災のシーン撮影のためにミニチュアに着火したところ発泡スチロールに燃え移り、一度はスタッフの手で鎮火させたように見えたが、翌日再炎上したと述べている。また、干上がった沼を表現するためにセットの下からガスバーナーの火を当てていたという。特殊効果の渡辺忠昭は、ガスをかけて火をつけたと証言しており、特技監督の中野昭慶が派手な火を好んでいたため、それに合わせてオーバーにやった結果だと述懐している。
成城消防署などから消防車36台が駆けつけたが火の回りは早く、第7スタジオは全焼してしまった。けが人などは出なかった。
元東宝の俳優で、当時撮影所敷地内のボーリング場「向ヶ丘東宝ボウル」に勤務していた中島春雄は、大変な騒ぎであったと述懐しており、古いスタジオは防音材代わりに畳を壁に入れていたため火の勢いが強まったのだろうと推測している。
焼失後の第7スタジオを用いて本編（焼け跡に雨が降るシーン）の撮影が行われ、廃材の一部は後年の映画でセットの材料として利用された。これ以降、撮影所は第4スタジオを廃し、番号を1つずつ移行して使用された。川北によれば、これ以降火の扱いが厳しくなったといい、翌年の『東京湾炎上』の撮影では現場はピリピリしていたと証言している。

## 続編企画
続編として、『ノストラダムスの大予言II 恐怖の大魔王（仮題）』の企画が進められていた。原作者の五島勉を主人公に据え、彼の講演中に1999年7月へタイムスリップした講演会の参加者たちが「恐怖の大魔王」降臨を目の当たりにする様子を描くもので、プロデューサーの田中友幸による企画書やポスターの原案が現存するが、制作には至っていない。

## 本編修正およびビデオソフト未発売についての経緯
劇中、成層圏の放射能が一気に降下したためにニューギニアの原住民が被曝で食人鬼と化して探検隊に襲いかかるシーンや、近代文明が核戦争で滅亡した後に放射能で異形の姿となった新人類のデザイン（井口昭彦による）が、実際の原爆症による奇形をデフォルメしたものではないかとして反倫理的・差別的であると取り沙汰され、1974年11月には大阪の被爆者団体「大阪府原爆被害者団体協議会」と反核団体「原水爆禁止全面軍縮大阪府協議会」（現・大阪平和人権センター）が東宝関西支社に抗議して上映の中止を求めた。それを受け、同年12月にそれらの描写の一部（約1分45秒）をカットした修正版フィルムと差し替える措置がとられたが、同年8月公開の興行はすでに大半が終わっていた。その後、二番館や名画座などの上映ではカット版が上映された。同年の邦画興行収入第2位を記録した。
その後、1980年11月3日に修正版（食人シーンはそのまま）が、テレビ朝日系の『ホリデースペシャル』枠（19時 - 20時51分）にテレビ放送され、1986年春には2か所のカットを行ったビデオとLDの発売が東宝から予告されたものの、社内の要請によって中止となる（同年3月1日にビデオが12,800円で、4月21日にはLDが9,500円で、それぞれ発売予定となっていた）。サウンドトラック・アルバムに関しては、公開当時に東宝レコードより全曲ステレオ音源で発売され（一部、本編とはアレンジの異なる音源を収録。後年、「メインテーマ」「愛のテーマ」と呼称される2曲をカップリングしたシングル盤も発売された）、1991年にビクターエンタテインメントより同じ内容でCDが発売された（『惑星大戦争』とのカップリング盤）後、1996年には本編で使用された音源をモノラルで収録したもの（上記のシングル盤の2曲をステレオで追加収録）がバップから発売されたものの、本編に関わるソフトは1995年にアメリカでパラマウント・ホームビデオから発売された英語吹き替え版のビデオとLD（こちらは食人シーンはカットされたが、新人類のシーンはごく一部のカットのみで収録）以外は発売されないままだった。書籍『ゴジラ画報』では、「表現上の諸問題」を理由と記述している。
1998年8月に『獣人雪男』と同じく本編の音声を収録したドラマCDが、東宝の協力を得たとするメーカー（グリフォン）より発売され、翌年には「株式会社セプト」というメーカーから再発売された。なお、1998年の発売後には完全ノーカット版の海賊版ビデオが出回っており、グリフォンとの関係が指摘されているが、同社の代表者の詳細な素性が不明なこともあって詳細は不明となっている（この事情に関しては、安藤健二の『封印作品の謎』に詳しい）。また、このドラマCD発売・海賊版ビデオ流出以前には、本作品を出版物で扱うことは特に問題が無かったようだが、これ以後は出版物での扱いもできなくなり、増刷時に本作品の紹介がカットされた書籍もあった。2010年代に発売された書籍には本作品の解説が写真付きで収録されているが、食人シーンや異形の姿となった新人類に関する説明および写真は掲載されていない。
1980年代に発売された東宝特撮映画の予告編集ビデオ『特撮グラフティー4』に収録されている予告編が、国内での唯一の正規ソフト化商品となっている。
本作品の特撮カットは、後年別の特撮映画に流用された。『惑星大戦争』（1977年）には首都高速や原発、コンビナートの炎上カット、『ゴジラ』（1984年）には首都高速の炎上カットや核弾頭の発射カットが流用されたほか、『ゴジラvsモスラ』（1992年）では、氷山の特撮カットが流用されている。テレビドラマ版『日本沈没』（1974年）では、本作品の未使用カットである氷山に船舶が包まれるシーンが流用された。
1996年7月13日に日本テレビ系列で放送された『ガメラ2 レギオン襲来』の宣伝番組『ガメラ2スペシャル 日本超大作SFX映画博覧会』にて過去の特撮映画の紹介が行われ、本作品も巨大ナメクジを退治しているシーンと核戦争後の地球の遠景シーンが放送されている。

## サウンドトラック
- ノストラダムスの大予言 （1996年10月2日、バップ）
- ノストラダムスの大予言 （2015年12月27日、LP再販盤、CONTEMPO RECORDS）
- J-CINE サントラコレクション ノストラダムスの大予言（2016年5月12日、バップ）
- ノストラダムスの大予言（2019年4月24日、CINEMA-KAN、音楽:冨田勲、品番:CINK-74）。

モノラル音源とステレオ音源を収録したほか、シングルレコードの音源も収録されている。
また、ブックレットにはカラースチールが掲載されている。

## 関連テレビ番組
『㊙ノストラダムスの大予言』
1974年7月25日に、フジテレビ系列の1時間単発特別番組枠『木曜大特集』（木曜20:00 - 20:55）にて放送されたトーク番組。本作品の宣伝を兼ねて特撮部分を紹介しながら、5人の預言者・気象学・食生態学の専門家が、それぞれの立場から「1999年人類滅亡説」を推理する。出演者は五木ひろし・あべ静江・山本リンダに、本作品から丹波哲郎・司葉子・黒沢年男・由美かおるが参加した。